# NGC 6643
NGC 6643 (другие обозначения — UGC 11218, MCG 12-17-21, ZWG 340.43, KARA 850, IRAS18212+7432, PGC 61742) — спиральная галактика (Sc) в созвездии Дракон.
Этот объект входит в число перечисленных в оригинальной редакции «Нового общего каталога».
В данной галактике наблюдались две вспышки сверхновых: SN 2008bo и SN 2008ij.